# 麻山区
麻山区（まさん-く）は中華人民共和国黒竜江省鶏西市に位置する市轄区。
1945年8月12日に哈達河開拓団428人がソ連軍と武装した中国人の攻撃を受け集団自決をした麻山事件の舞台である。

## 行政区画
1街道、1鎮を管轄：
- 街道：麻山街道
- 鎮：麻山鎮

## 交通

### 鉄道
- 中国鉄路総公司
  - 中国鉄路ハルビン局集団公司
    - 林密線（林口方面）- 西麻山駅（中国語版） - 麻山駅（中国語版） - 新家駅（中国語版） - 青竜駅（中国語版） - 五竜駅（中国語版） -（鶏西方面）

### 道路
- 高速道路
  - 鶴大高速道路
- 国道
  -  G201国道

## 健康・医療・衛生
- 麻山区人民医院